# Sales-Lentz Group
Sales-Lentz Group est une entreprise luxembourgeoise spécialisée dans le transport de personnes par autobus et autocars. Créée en 1948, l'entreprise familiale est implantée au Luxembourg et en Belgique.
Le groupe est l'une des deux plus grandes compagnies de transports du Grand-Duché avec le groupe Émile Weber.

## Histoire
Au lendemain de la Seconde Guerre mondiale, le marchand de blé Jos Lentz utilise son camion Dodge pour transporter les supporters de l'équipe de football du Progrès Niederkorn à travers le pays et, l'été vers la côte belge. En 1948, il achète un autobus Bedford pour transporter les ouvriers entre Sanem et Differdange sur une ligne qui devient l'année suivante la première ligne régulière officielle de la région Sud.
En 1961, la fille du fondateur Agnès Lentz et son mari Henri Sales fondent « Voyages Henri Sales-Lentz » marquant le début du développement de l'entreprise, qui exploite trois lignes,. La première agence de voyages, à Luxembourg, est ouverte en 1968.
En 1996, c'est au tour des fils Marc et Jos Sales de reprendre l'entreprise. En 2000, Sales-Lentz rachète Frisch Rambrouch Autocars et Ross-Troine Autocars puis en 2001 elle rachète Travel Pro, entreprise spécialisée dans les voyages d'affaires. Bartholmé Clervaux Autocars est elle aussi rachetée, à une date inconnue.
En 2003, Sales-Lentz se lance dans les lignes d'autocars low-cost avec Easybycoach, renommé Flibco en 2007,.
En 2005, Sales-Lentz lance le « Nightrider », un service de transport à la demande nocturne. Elle lance aussi le Flexibus la même année, un service à la demande diurne, en partenariat avec les communes dont Mersch est l'une des premières.
En 2009, l'entreprise est la première à acquérir des bus hybrides Volvo.
Le 1er janvier 2011, le groupe rachète l'entreprise belge Voyages Léonard basé à Verviers, principal tour-opérateur de Wallonie,.
En 2015, les agences de voyages sont regroupées sous la marque « We Love to Travel » et l'ensemble des activités sous l'égide de « Sales-Lentz Group »,.
En 2017, le groupe lance un service de transport par limousines haut de gamme avec conciergerie, « Executive Lane ». En 2019, le groupe se lance dans les navettes autonomes dans le cadre du projet européen « Avenue ». En parallèle, les activités de bus touristiques sont regroupées dans une nouvelle filiale, Moyocci. Enfin, elle met en service des bus électriques sur le réseau Diffbus qui devient le premier réseau 100 % électrique d'Europe voire du monde.
Le 1er janvier 2020, Sales-Lentz rachète les voyages Huberty basés à Rodange.
En 2021, les agences touristiques We Love to Travel et celle d'Émile Weber fusionnent pour former Travel Group Luxembourg, bien que les marques propres à chaque entreprise continuent d'exister,.
En 2024, le groupe réorganise ses activités luxembourgeoises : Voyages Sales-Lentz est dédiée exclusivement au transport régulier, Travel pro pour les voyages en groupe par autocars et Voyages Léonard pour la location d'autocars. Les activités d'Executive Lane sont revendues à Alliance Auto Luxembourg et le service de transport spécialisé pour les organisateurs et clients de manifestations divers est arrêté.

## Le groupe
Entreprise familiale depuis sa création, elle est l'un des deux plus grands transporteurs du Grand-Duché avec le groupe Émile Weber.

### Transport régulier
Au Luxembourg, le groupe exploite de nombreuses lignes régulières et scolaires du RGTR, est sous-traitant des autobus de la ville de Luxembourg, exploite des lignes Late Night Bus et divers services de transport (City-Bus) pour les communes dont le Diffbus de Differdange. L'exploitation se fait à travers ses filiales, Sales-Lentz Autocars, Frisch Rambrouch Autocars, Ross Troine Autocars, Bartholmé Clervaux Autocars et Voyages Huberty.
Le Nightrider est un service de transport à la demande nocturne proposé dans tout le Grand-Duché. En journée, il existe aussi le Flexibus en partenariat avec certaines communes.
En Belgique, le groupe exploite plusieurs lignes de l'opérateur de transport de Wallonie (réseau TEC) à travers sa filiale Voyages Léonard.

### Agence de voyages
Émile Weber et Sales-Lentz sont alliés au sein de Travel Group Luxembourg pour gérer en commun leurs agences de voyages respectives.

### Lignes longue distance
Sous la marque Flibco, le groupe exploite des lignes d'autocar low-cost vers les aéroports, comme ceux de Belgique.

### Bus touristiques
Sales-Lentz opère à travers sa filiale Moyocci et sous la marque sightseeing.lu depuis 2021 divers services touristiques (bus à impériale, petit train touristique routier, etc.) dans la capitale et au Grand-Duché.

### Matériel roulant
En 2019, avant le rachat d'Huberty, le Groupe Sales-Lentz possède près de 620 véhicules, ce chiffre monte à 850 en 2025. En 2023, le groupe souhaite disposer de 600 bus électriques en 2030.

### Employés
Le groupe emploie 1 600 salariés en 2019 et 1 900 salariés en 2024,.

### Implantations
En 2025, le groupe possède 25 dépôts au Luxembourg, dont son siège de Bascharage. Ce nombre élevé s'explique par la stratégie adoptée de multiplier les petits sites afin de maximiser l'autonomie des bus électriques. En 2017, l'entreprise n'en possédait que 10.